# Chimalhuacán (település)
Chimalhuacán Mexikó México államának keleti részén, a mexikóvárosi agglomerációban fekvő nagyváros. 2010-ben lakossága meghaladta a 612 000 főt.

## Földrajz
Chimalhuacán Mexikóvárostól keletre található, tőle Nezahualcóyotl városa választja el. Területének szinte teljes egésze be van építve, bár délen, ahol vulkanikus eredetű hegyek emelkednek, a városi szövet ritkásabb, sőt, a Cerro Las Palomas felső része teljesen beépítetlen. Közlekedése jó, több országos főút halad el határában, és nincs messze a Benito Juárez nemzetközi repülőtér sem.

## Népesség
A település népessége a közelmúltban folyamatosan és igen gyorsan növekedett:
| Év   | Lakosság |
| ---- | -------- |
| 1990 | 235 587  |
| 1995 | 410 031  |
| 2000 | 482 530  |
| 2005 | 524 223  |
| 2010 | 612 383  |

## Története
Neve a navatl nyelvből ered: a chimalli jelentése „pajzs”, a hua birtokos szerkezetet képez, a can pedig „hely”-et jelent, így a teljes név jelentése „pajzzsal rendelkezők helye”.
A várost 1259-ben alapította három, Tulából származó testvér, Huauxomatl, Chalchiutlatonac y Tlatzcantecuhtli. A népesség egy része szintén Tulából, más része Culhuacánból érkezett. Azték és akolva származásúak voltak, eredetileg navatl és csicsimék nyelvet beszéltek, később a navatl vált egyeduralkodóvá, és a szokások is egységesedtek. 1431-ben a város, mint Texcocóhoz tartozó uradalom, részévé vált Texcoco, Tenocstitlan és Tlacopan Hármas Szövetségének. Amikor Nezahualcóyotl texcocói uralkodóvá való koronázására készült, és Chimalhuacánban járt, amnesztiát ajánlott azoknak, akik a tepanékok oldalán korábban ellene harcoltak, de most behódolnak neki. Bár Huexotla lakói ezt nem fogadták el, a kibontakozó harcban vezérüket Moctezuma hamar fogságba ejtette, így végül ők is kénytelenek voltak megadni magukat.
A spanyol gyarmatosítók letelepedése után a lakosság egy része nem volt hajlandó ott élni, ahol a hódítók, így a településen 1599-ben indián redukciót hoztak létre. Cristóbal de Salazar 1579-ben úgy írta le a helyi indiánokat, mint akik engedelmesek, jól meg képesek tanulni a rájuk bízott feladatokat, néhányuk pedig még írni és olvasni is tud.
A függetlenség kivívása után 1824-ben létrejött México szövetségi állam, amelyhez Chimalhuacán is tartozott. Mivel nem ismert az a rendelet, amely önálló községként, mint közigazgatási egységként létrehozta Chimalhuacánt, ezért 1824-et tekintik a község megalapítási évének is. 1875-ben Magdalena Atlipac, San Sebastián és Tecamachalco kiválásával a község területe lecsökkent, pontosan nem ismert időben pedig Chicoloapan község is kiszakadt belőle.
A mexikói forradalom idején a helyiek egy része aktív szereplőjévé vált a forradalmi mozgalmaknak, például a városból küldöttségeket is menesztettek Emiliano Zapatához. 1920-ban megindult az autóbuszközlekedés. Az 1922-es földosztástól 1949-ig jelentős mezőgazdasági fellendülés jellemezte a környéket, 1952-re viszont lényegében befejeződött a Texcocói-tó kiszárítása, a kutak vízszintje csökkent, a vízzel kapcsolatos tevékenységek visszaestek. 1930-ban elkezdték felépíteni a községi palotát, valamint megalapították a Nezahualcóyotl nevű iskolát. A 20. század második felétől kezdve a fő megélhetési forrás szerepét a kereskedelem vette át. 1963-ban Nezahualcóyotl község is kivált Chimalhuacánból.

## Turizmus, látnivalók

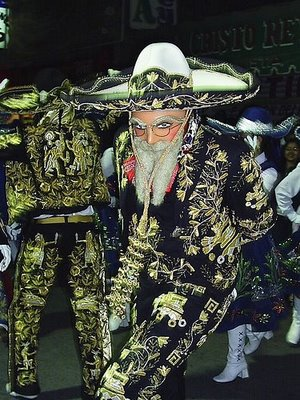
Részlet a karneválról

A település egyik fő látnivalója a Los Pochotes néven is ismert Chimalhuacán azték régészeti lelőhely, ahol egy múzeum is meglátogatható. A későbbi korokból származó műemlék a 16. századi Szent Domonkos-templom, az ugyanebből a korból származó San Agustín Atlapulcó-i kápolna és a 19. századi Szent Sír-kápolna a községi temető mellett. A helyi emberek közül sokan foglalkoznak kőfaragással: számos alkotásuk (kicsi molcajetéktől és metatéktől kezdve a monumentális emlékművekig) megtalálható a településen. Több közteret és templomudvart is kőből faragott szökőkutak díszítenek. A városi kultúrházat 1987. december 3-án avatták fel. Chimalhuacán legjelentősebb rendezvénye a pünkösd előtt tartott karnevál, amelynek gyökerei a 19. század második feléig nyúlnak vissza, emellett számos vallási jellegű ünnepet tartanak az év során.